# 阿斯卡尼奥·索布雷洛

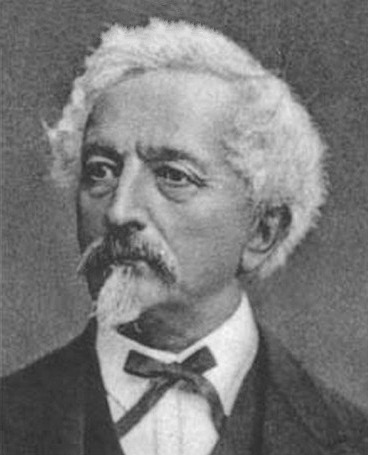
索布雷洛

阿斯卡尼奥·索布雷洛（義大利語：Ascanio Sobrero，1812年10月12日—1888年5月26日 ）是意大利化學家，1847年於都靈大學發明硝化甘油。常有人誤解「硝化甘油」是瑞典化學家阿爾弗雷德·諾貝爾發明的，事實上諾貝爾只是當時最大的硝化甘油製造商。